# Симон Грюнау
Симон Грюнау (близько 1470 року народження з Толкеміт в районі Ельбінг, † 1530 або 1537) — священик домініканець, автор Прусської Хроніки — першого всеосяжного трактату з історії Пруссії, упорядник пруссько-німецького словника.
Народився в селищі Tolkemit (в даний час Tolkmicko) біля Фрауенбурга (в даний час Фромборк) на північ від Ельбінг, Прусського королівства. Проповідував в Данцигу і стверджував, що особисто зустрічався з римським папою — Львом X, і польським королем — Сигізмундом I.
Хроніка Пруссії була написана Грюнау німецькою мовою в період між 1517—1529 роками. 24 глави описують прусські пейзажі, сільське господарство, жителів Пруссії з їхніми звичаями та історією з найдавніших часів і до 1525 року, коли було створено протестантське королівство Пруссії. У Хроніках також міститься короткий (близько сотні слів) словник пруської мови, один із дуже небагатьох писемних пам'яток на цьому вимерлих мови. Хоча деякі дані засновані на фантазіях і запозичені з сумнівних джерел, робота стала дуже популярною і одним з головних джерел інформації про прусської міфології. Прусська Хроніка часто копіювалася в рукописному варіанті і вперше була опублікована лише в 1876 році. Сучасні історики розглядають працю Симона як художній твір.

## Історична особливість часу

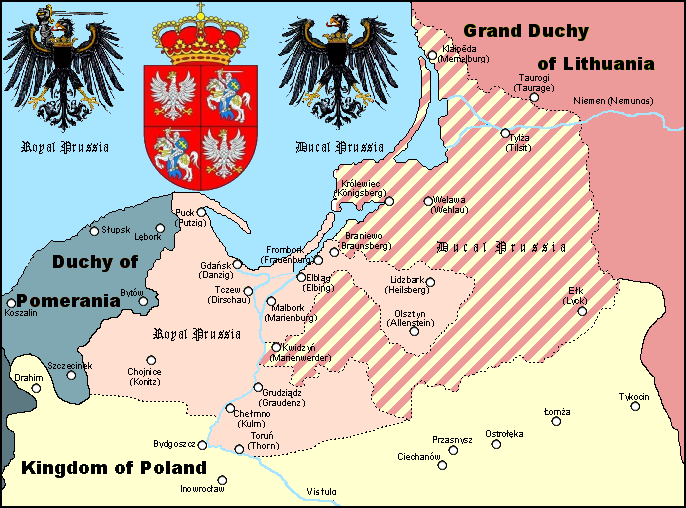
Части королівства Пруссії (позначено рожевим кольором) і герцогства Пруссії (позначено смугами)

Симон Грюнау жив у часи політичного поділу і запеклих релігійних конфліктів Пруссії. У 1525 році, Монастирське держава Ордена тевтонських лицарів було перетворено в герцогство Пруссії — першу у світі державу лютеран. Під суверенітетом польської корони, королівська Пруссія стала в значній мірі лютеранської і тільки єпископство Вармії залишилося католицьким. Різні частини Пруссії, розділені релігійними та політичними суперечками, прагнули підтримувати спільність і самоідентичність, намагаючись возз'єднатися, але цього не відбувалося до часів Фрідріха Великого.
Традиції стародавніх прусів, — корінного населення регіону до Хрестового Походу на Пруссію з припливом німецьких колоністів, — були використані в спробі знайти взаєморозуміння і зв'язку цього нового співтовариства. Однак монах Грюнау, як і деякі інші активісти, не був зацікавлений у фіксації сучасного стану справ з релігійними віруваннями та звичаями, де народи використовувалися лише як інструмент для ідеологічних цілей. Що було невідомо — придумувалося. У такій обстановці і за таких обставин Симон Грюнау був досить критичним з представників тевтонського лицарства і виступав на захист місцевого прусського населення, підкреслюючи їх не-німецьке походження. У своїй роботі він пише про давність пруссів — про їхні звичаї та релігії, — намагаючись переконати читача, що пруси відмінні від німців. Як католицький священик, Грюнау був також категоричним і критично налаштований проти протестантів і протестантства в цілому.

## Легенди і суперечки

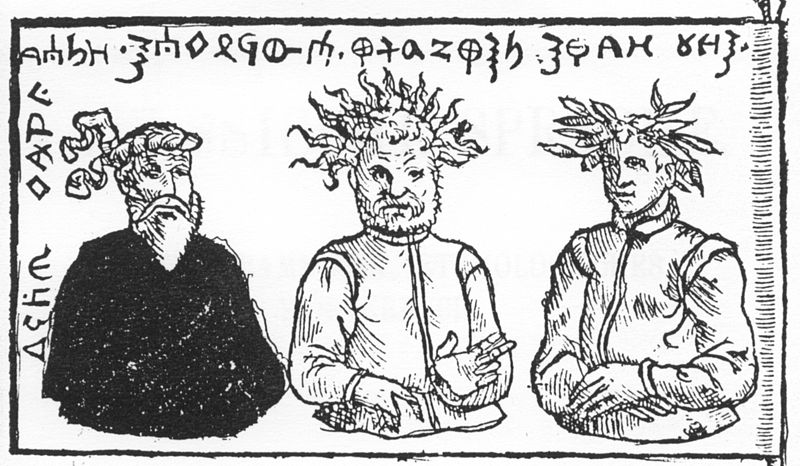
Бойовий священний прапор «Widewuto» з рунічної написом і зображенням стародавніх прусських богів Patolos, Perkunos і Potrimpos (зліва направо), відновлений і пропонований до використання Симоном Грюнау

Симон Грюнау стверджував, що включив у свій твір давню літопис першого прусського єпископа Христіана (помер в 1245). Імовірно, що Грюнау виявив трьохсотлітній рукописний манускрипт під назвою «Liber filiorum Belial». Сама рукопис Християна вказує на три джерела: особисті спостереження єпископа, книга священнослужителя Ярослава з Плоцька, і — записки натураліста Dywonys, який був єдиним випадково вижив з членів експедиції до Пруссії. Dywonys вів щоденник руською мовою з використанням грецького алфавіту. Проте його замітки були виявлені на 1200 років пізніше Християнських. У наукових колах немає єдиної думки про достовірність рукописного манускрипту. Деякі історики припускають, що робота Грюнау була вигадкою.
Для опису історичного часу, Грюнау використовувалися хроніки Петра фон Дюсбурга (Peter von Dusburg), офіційні документи тевтонських лицарів, і особливо — роботи Еразма Стелла (Erasmus Stella) c додаваннями власних роздумів. Приміром, він взяв опис прусського святилища Ромува (Romuva temple) від Пітера фон Дюсбурга і прикрасив запису, додавши опис вічнозеленого дуба з прикрасами портретами ідолів і про охорону, у вигляді вестальскіх дів. Вчені єдині в думці, що ці доповнення, швидше за все, запозичені з твору Адама з Бремена з його описом храму в Упсалі.
Всі ці розповіді широко копіювалися різними авторами і мали поширення в народному фольклорі. У 1853 році Макс Тойппін (Max Toeppen) вперше піддав серйозній критиці історичну точність і цінність роботи Грюнау. Сучасні історики пропонують розглядати літопис як художнього твору, — за винятком витягів про події, яким Симон Грюнау був особистим свідком. Однак є вчені, які розглядають необхідність ретельнішого аналізу Хроніки з можливим визначенням більш достовірної та більшої інформації.

## Словник пруської мови
Для доказу існування у пруссів власної словесності, яка відрізнялася від польської і литовської, Грюнау включає в свій твір словничок із ста пояснюють слова російсько-німецької мови, що зустрічаються в його літописі. Деякі слова мають сленговий характер та дещо спотворені, але — як один із дуже небагатьох письмових джерел нині вимерлого, прусського, він як і раніше безцінний. Симон Грюнау стверджував, що може говорити по-прусський, але часто змішує польські та / або литовські слова, як якщо б вони були пруськими. Грюнау у своїй роботі публікує також молитви, як би вони були написані і звучали в прусському варіанті. У 1983 році Вольфганг Шмід повідомляє і доводить, що написана молитва є сумішшю латвійського і Куршский мов. Інші прусські словники мають близько 1350 слів і не вказують про будь-яких письмових джерелах литовську або латиська словесності до кончини Грюнау. Словниковий джерело Симона Грюнау залишається як і раніше дуже важливим документом для вивчення балтійських мов.